# جوسيف لارسون
جوسيف لارسون (بالسويدية: Josef Larsson)‏ هو نقابي وسياسي سويدي، ولد في 12 أكتوبر 1893 في أوسلو في النرويج، وتوفي في 27 ديسمبر 1987. نشط حزبياً في حزب العمال.